# Gods of War
Gods of War är den amerikanska heavy metal/power metal-gruppen Manowars tionde studioalbum, utgivet den 26 februari 2007 av skivbolaget Magic Circle Music. Albumet är det första i vad som enligt Manowar kommer att bli en serie konceptalbum om krigsgudar. Detta handlar om den nordiska guden Oden.
Albumet är Manowars längsta, och det slår The Triumph of Steel (1992) med några minuter.
Gitarristen Karl Logan säger att texten i låtarna är metaforer för att överkomma alla hinder i livet; att bryta sig fri från vad det än är som håller en fjättrad. Att vara allt man kan som människa och aldrig acceptera begränsningar.
Huvudpersonen på albumet är den Odödlige Krigaren (engelska Immortal Warrior), som får stöd av fyra andra karaktärer (förmodligen The Sons of Odin, alltså Manowar-medlemmarna själva). "Den odödliga krigarens resa är en reflektion över alla våra liv", säger basisten Joey DeMaio, "man måste passera många av livets prövningar för att uppnå seger".
De fyra krigarna på omslaget symboliserar förmodligen Manowars medlemmar.

## Låtförteckning
1. "Overture to the Hymn of the Immortal Warriors" (instrumental) – 6:19
2. "The Ascension" – 2:30
3. "King of Kings" – 4:18
4. "Army of the Dead, Part I" – 1:58
5. "Sleipnir" – 5:13
6. "Loki God of Fire" – 3:50
7. "Blood Brothers" – 4:54
8. "Overture to Odin" (instrumental) – 3:41
9. "The Blood of Odin" – 3:57
10. "The Sons of Odin" – 6:23
11. "Glory Majesty Unity" – 4:41
12. "Gods of War" – 7:26
13. "Army of the Dead, Part II" – 2:20
14. "Odin" – 5:27
15. "Hymn of the Immortal Warriors" – 5:29
16. "Die for Metal" (bonusspår) – 5:16

Text & musik: Joey DeMaio (spår 1–4, 6–15), Joey DeMaio/Karl Logan (spår 5, 16)

## Om låtarna
- "Sleipnir" innehåller i texten "His father, Loki/God of fire", vilket är delvis korrekt, delvis fel. Loke var mycket riktigt förälder till den åttabenta hästen Sleipner, men efter att ha tagit formen av en märr blev han märkligt nog Sleipners mor.
- "Blood Brothers" handlar inte riktigt om nordisk mytologi, utan snarare om obrytbar och evig vänskap. Låten skall inte att förväxlas med Iron Maidens låt med samma namn, då den inte är en cover.
- "The Sons of Odin" släpptes som singel, både vanlig singel och "Immortal Edition". Skillnaden var den att Immortal Edition innehöll en DVD med diverse material. Låten "The Sons of Odin" innehåller i texten "Sons of Odin we four", vilket förmodligen även det syftar på Manowar själva, och att de är Odens söner.

Singelns låtlista:
1. "The Ascension" (Live at Earthshaker Fest 2005) (2:49)
2. "King Of Kings" (Live at Earthshaker Fest 2005) (4:21)
3. "Odin" (Orkestral, Immortal version) (3:43)
4. "Gods Of War" (Immortal version) (7:49)
5. "The Sons Of Odin" (Immortal version) (6:23)

- "Glory Majesty Unity'" bygger vidare på "The Warrior's Prayer" som var med på albumet Kings of Metal (1988), och slutklämmen på låten är just Krigarens bön (engelska Warrior's prayer). Låten är inte som en riktig låt, utan snarare som en historia berättad av en morfar till sitt barnbarn, den handlar om fyra krigare som bekämpar hela världens arméer och blir odödliga. De fyra krigarna symboliserar förmodligen Manowar själva, som alltid varit fyra medlemmar.
- "Die For Metal" är den enda låten på albumet som inte följer temat, utan handlar om att kämpa och dö för metal, något som Manowar säger sig ha gjort ända sedan den stund de skapades. Låten förekommer på alla utgåvar, men kallas bonusspår fordi låten inte följer albumets tema.

## Andra låtar med temat nordisk mytologi
Manowar har under sin karriär gjort många låtar om nordisk mytoligi, asar och vikingar.
- "Gates of Valhalla", från albumet Into Glory Ride (1983), handlar om krigare på väg in i döden, och sedan till Valhall.
- "Blood of My Enemies", från albumet Hail to England (1984), handlar om en krigare, och hans tre söner som är starkare än sina fiender, i låten nämns att till Asgård flyger valkyriorna.
- "Kill With Power", från albumet Hail to England, handlar om att kriga mot och bekämpa fiender (förmodligen de som spelar "False metal"), i låten nämns att man ska be till krigsguden Oden.
- "Thor (The Powerhead)", från albumet Sign of the Hammer (1984), handlar om åskguden Tor och hans kamp mot jättarna.
- "The Crown and the Ring (Lament of the Kings)", från albumet Kings of Metal (1988), är en ballad som handlar om en krigare som vet att hans stund är kommen, och att han kommer att dö när han rider ut i strid. När han dör ber han till Oden.
- "The Warrior's Prayer", från albumet Kings of Metal, är en episk berättelse berättad av en morfar till hans barnbarn. Den nämner inget som indikerar att den skulle handla om nordisk mytologi på något sätt, men den fortsätts med "Glory Majesty Unity" från albumet Gods of War (nämns ovan), som handlar om nordisk mytologi.
- "Valhalla", från albumet Warriors of the World (2002), har ingen direkt handling, då den inte innehåller text, det enda som indikerar att den skulle handla om nordisk mytologi är titeln, som betyder Valhall.
- "Swords in the Wind", från albumet Warriors of the World (2002), handlar om en krigare som leder en armé ut i krig, med svärdet i vinden. Den nämner frasen "Sons of Odin" i refrängen.
- "Hands of Doom" (skall inte tas för en cover på Black Sabbaths låt med samma namn) från albumet Warriors of the World, innehåller frasen "By the hammer of Thor we now shall die" (svenska Vid Tors hammare ska vi nu dö).
- "Fight Until We Die", från albumet Warriors of the World, innehåller frasen "Thor, God of Thunder" (svenska: Tor, åskans gud).

## Medverkande
Manowar
- Eric Adams – sång
- Scott Columbus – trummor, percussion
- Joey DeMaio – basgitarr (fyrsträngad, åttasträngad, piccolobas), keyboard
- Karl Logan – gitarr, keyboard

Bidragande musiker
- Arthur Pendragon Wilshire – berättare (spår 11)
- Joe Rozler – orkestrering (orkester, kör)

Produktion
- Joey DeMaio – producent, ljudtekniker
- Ronald Prent – ljudmix
- Darcy Proper – mastering
- Peter Maus – omslagsdesign
- Ken Kelly – omslagskonst
- Guido Karp – foto